# Università di Castiglia-La Mancia
L'Università di Castiglia-La Mancia (ufficialmente Universidad de Castilla-La Mancha) è un'istituzione accademica con antiche strutture della Spagna, situata nella comunità autonoma.

## Storia
È stata istituita per legge il 30 giugno 1982, entrando in attività nel 1985, anche se possiede degli istituti storicamente rilevanti distribuiti nel territorio della comunità autonoma di Castiglia-La Mancia. Tra le strutture ereditate quelle:
- dell'Università Reale e Pontificia di Nostra Signora del Rosario ad Almagro, creata nel 1550 ed abolita nel 1807
- dell'Università di San Antonio de Porta Coeli di Sigüenza, dove si potevano ottenere gradi accademici dal 1489, trasformata in una scuola collegata all'Università di Alcalá nel 1824, chiusa poi nel 1837
- e dell'Università Reale e Pontificia di Santa Catalina a Toledo, fondata nel 1485, trasformata nel 1845 in una scuola di grammatica. Nella città è presente dal 1172 una storica scuola di traduttori, che oggi appartiene all'università.